# Persa incolorata
Persa incolorata är en nässeldjursart som beskrevs av Edward McCrady 1857. Persa incolorata ingår i släktet Persa och familjen Rhopalonematidae. Inga underarter finns listade i Catalogue of Life.